# AirAsia X
AirAsia X (eigentlich AirAsia X Sdn. Bhd) ist eine malaysische Billigfluggesellschaft mit Sitz in Sepang und Basis auf dem Flughafen Kuala Lumpur. Sie bietet ausschließlich Langstreckenflüge an und gehört zu je 16 % der Virgin Group und AirAsia.

## Geschichte

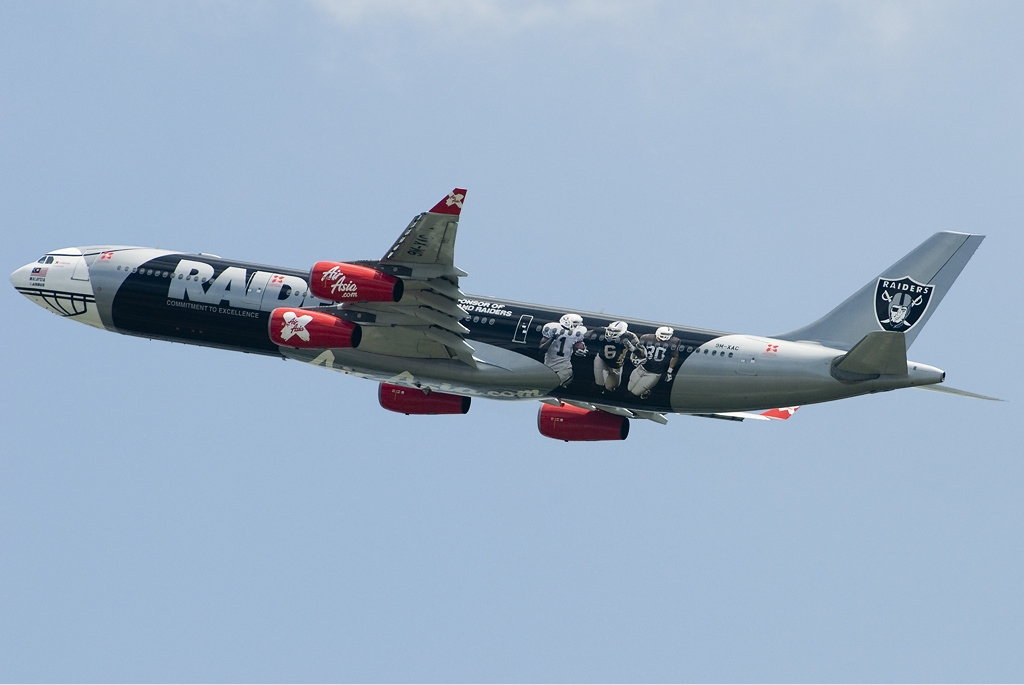
Airbus A340-300 der AirAsia X in Oakland Raiders-Sonderbemalung

Vorgängerin der AirAsia X ist die FlyAsianXpress, eine Regionalfluggesellschaft mit Sitz in Miri, Sarawak, Malaysia. Sie betrieb seit dem 1. August 2006 ein regionales Streckennetz im Rahmen des Rural Air Service (etwa Ländlicher Luftverkehrsservice) zu Zielen im Osten Malaysias, die von Malaysian Airlines nicht mehr angeflogen wurden. Die Flüge wurden als Subunternehmen der AirAsia durchgeführt. Aufgrund konstanter Probleme in Bezug auf Service, Pünktlichkeit und Kundeninformation wurde der Rural Air Service am 26. April 2007 an die Malaysia-Airlines-Tochter Firefly übertragen. Malaysia Airlines übertrug den Rural Air Service wiederum am 1. August 2007 an ihre Neugründung MASwings. Nach der Übergabe wurde der Name von FlyAsianXpress in AirAsia X geändert.
Schon am 17. Mai 2007 gab Tony Fernandes, Mitbesitzer und CEO von AirAsia, Pläne für eine Flugverbindung von Malaysia nach Australien mit AirAsia X bekannt. Aufgrund der hohen Flughafengebühren sollte Sydney nicht berücksichtigt werden, sondern preiswerte Alternativen wie Melbourne Avalon Airport, Newcastle, Adelaide und Gold Coast. Um den Start der Flugverbindung zu beschleunigen, übernahm Sir Richard Bransons Virgin Group 20 % der AirASia X Anteile, mit der Absicht, gemeinsames Codesharing und ein Vielfliegerprogramm zu entwickeln. Der Flugbetrieb begann am 2. November 2007 mit der Verbindung Kuala Lumpur nach Gold Coast.
Seit dem 14. Februar 2008 befindet sich AirAsia X zu 48 % im Besitz der Aero Ventures (ein Unternehmen von Tony Fernandes und einer Zahl von Geschäftsfreunden) sowie der Virgin Group (16 %) und der AirAsia (16 %). Die restlichen 20 % befinden sich im Besitz des Manara Consortium aus Bahrain und der Orix Group aus Japan. AirAsia X besitzt eine Lizenz der AirAsia für den Gebrauch des Handelsnamens. Beide Gesellschaften nutzen gemeinsam eine Website für Flugbuchungen und Reservierungen, das Corporate Design, Uniformen etc. Zusätzlich wird AirAsia X von der Virgin Group in Bezug auf Management, Fachkenntnisse und Infrastruktur unterstützt.
Am 15. Juli 2014 bestellte AirAsia X auf der Farnborough International Airshow 50 Airbus A330-900neo. Somit ist AirAsia X Erstkunde des Flugzeugs.

## Flugziele
AirAsia X bietet von Kuala Lumpur Flüge nach Austral- und Ostasien an. In Europa wird Châlons angeflogen.

## Flotte

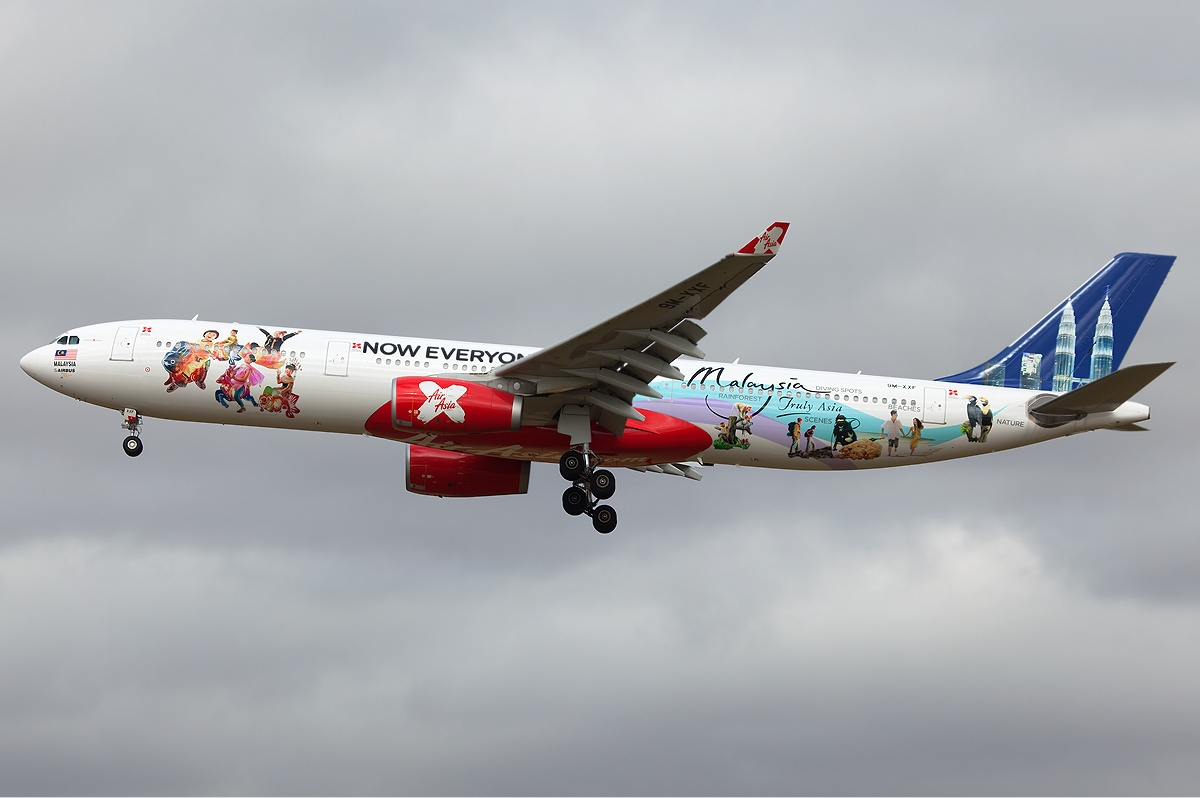
Airbus A330-300 der AirAsia X in Malaysia-Sonderbemalung

### Aktuelle Flotte
Mit Stand Dezember 2024 besteht die Flotte der AirAsia X aus 18 Flugzeugen mit einem Durchschnittsalter von 13,1 Jahren:
| Flugzeugtyp        | Anzahl | bestellt | Anmerkungen          | Sitzplätze (Business/Eco+/Economy)                          | Durchschnittsalter |
| ------------------ | ------ | -------- | -------------------- | ----------------------------------------------------------- | ------------------ |
| Airbus A321XLR     |        | 20       | Auslieferung ab 2027 | – Offen –                                                   |                    |
| Airbus A330-300    | 18     |          | einer inaktiv        | 285 (30/–/255) 309 (18/24/267) 367 (–/–/367) 377 (12/–/365) | 13,1 Jahre         |
| Airbus A330-900neo |        | 15       | Auslieferung ab 2026 | 377 (12/–/365)                                              |                    |
| Gesamt             | 18     | 35       |                      |                                                             | 13,1 Jahre         |

Die Bestellung von 10 Airbus A350-900 wurde Ende 2020 abbestellt. Im März 2022 annullierte AirAsia X Bestellungen für 63 Airbus A330-900 und reduzierte ihre A321XLR-Bestellung von 30 auf 20 Exemplare.

### Aktuelle Sonderbemalungen
| Bemalung                             | Flugzeugtyp     | Luftfahrzeugkennzeichen | Zeitraum          | Bild |
| ------------------------------------ | --------------- | ----------------------- | ----------------- | --- |
| Ultimate Fighting Championship (UFC) | Airbus A330-300 | 9M-XXD                  | seit Mai 2018     | Bild gesucht Die Wikipedia wünscht sich an dieser Stelle ein Bild. Weitere Infos zum Motiv findest du vielleicht auf der Diskussionsseite . Falls du dabei helfen möchtest, erklärt die Anleitung , wie das geht. |
| 10 Xciting Years                     | Airbus A330-300 | 9M-XXF                  | seit Oktober 2017 | |
| Sonic the Hedgehog                   | Airbus A330-300 | 9M-XXU                  | seit Oktober 2024 | Bild gesucht Die Wikipedia wünscht sich an dieser Stelle ein Bild. Weitere Infos zum Motiv findest du vielleicht auf der Diskussionsseite . Falls du dabei helfen möchtest, erklärt die Anleitung , wie das geht. |

### Ehemalige Flugzeugtypen
Darüber hinaus setzte AirAsia X in der Vergangenheit noch folgende Flugzeugtypen ein:
- Airbus A330-200
- Airbus A340-300